# Kurt Sametreiter
Kurt Sametreiter (Viena, Austria, 9 de abril de 1922 - 28 de enero de 2017) fue un Oberscharführer de las Waffen SS, que fue galardonado con la Cruz de Caballero de la Cruz de Hierro el 31 de julio de 1943 por sus méritos en combate en la  Batalla de Kursk. 
Sametreiter obtuvo la Cruz de Caballero en la Batalla de Kursk mientras se encontraba operando un tanque en la Batalla de Projorovka en ese momento era un comandante de pelotón de la 3.ª Compañía del 1.° Batallón Panzerjäger de la 1.ª División SS Leibstandarte SS Adolf Hitler. 
El LSSAH formó parte después del II Cuerpo Panzer SS. Fue atacado por dos cuerpos de tanques soviéticos y el Oberscharführer Sametreiter, de tan solo 23 años, fue el responsable de la destrucción de veinticuatro tanques rusos en una sola acción con un tanque Tiger I.